# عبد المجيد لمريس
عبد المجيد لمريس لاعب مغربي دولي سابق ولد في 12 فبراير 1959، بدايته كانت مع فريق نادي مولودية مراكش قبل أن ينتقل بعدها إلى نادي الجيش الملكي الذي حمل قميصه من سنة 1981 إلى سنة 1990 و تألق معه حيث كان يشغل مركز ظهير أيسر وفاز معه بكأس أفريقيا للأندية البطلة سنة 1985 وبعدة ألقاب منها ألقاب البطولة المغربية مواسم 1983-1984 و1986-1987 و1988-1989 و حقق معه الثلاثية التاريخية في كأس العرش بثلاث ألقاب متتالية سنوات 1984 و1985 و1986، كما لعب للمنتخب المغربي ومثله في عدة تظاهرات لعل أبرزها نهائيات كأس العالم بالمكسيك سنة 1986 حين تأهل المنتخب المغربي للدور الثاني كـ أول منتخب إفريقي وعربي يحقق هذا الإنجاز في مجموعة تصدرها الأسود على حساب إنجلترا وبولونيا والبرتغال (شارك في المباريات الأربع ضد بولونيا وإنجلترا والبرتغال ثم ألمانيا في دور الثمن) بالإضافة إلى مشاركته في كأس أفريقيا سنوات 1986 و1988 حين احتل المنتخب المغربي المركز الرابع.

## ألقاب وإنجازات

### مع المنتخب المغربي
- المذالية الذهبية بألعاب البحر الأبيض المتوسط 1983
- المذالية الفضية بدورة الألعاب العربية 1985

### مع الجيش الملكي
- فاز معه بلقب دوري أبطال أفريقيا سنة 1985
- لعب معه نهائي الكأس الأفروآسيوية للأندية سنة 1986
- فاز معه بلقب الدوري المغربي سنوات 1984, 1987 و 1989
- فاز معه بكأس العرش سنوات 1984, 1985 و 1986
- لعب معه نهائي كأس العرش سنتي 1988 و 1990.

## الاعتزال
اعتزل اللعب دولياً سنة 1989 بعد إصابته بكسر على مستوى اليد.

## روابط خارجية
- عبد المجيد لمريس على موقع الاتحاد الدولي (مؤرشف)  (الإنجليزية)
- عبد المجيد لمريس على موقع قاعدة بيانات كرة القدم.إي يو (الإنجليزية)
- عبد المجيد لمريس على موقع ناشيونال فوتبول تيمز (الإنجليزية)
- عبد المجيد لمريس على موقع عالم كرة القدم.نت (الإنجليزية)
- عبد المجيد لمريس على موقع أوليمبيديا (الإنجليزية)